# Kamjanky (Ternopil)
Kamjanky (ukrainisch Кам'янки; russisch Каменки Kamenki, polnisch Kamionki) ist ein Dorf im Osten der ukrainischen Oblast Ternopil mit etwa 1500 Einwohnern (2001).

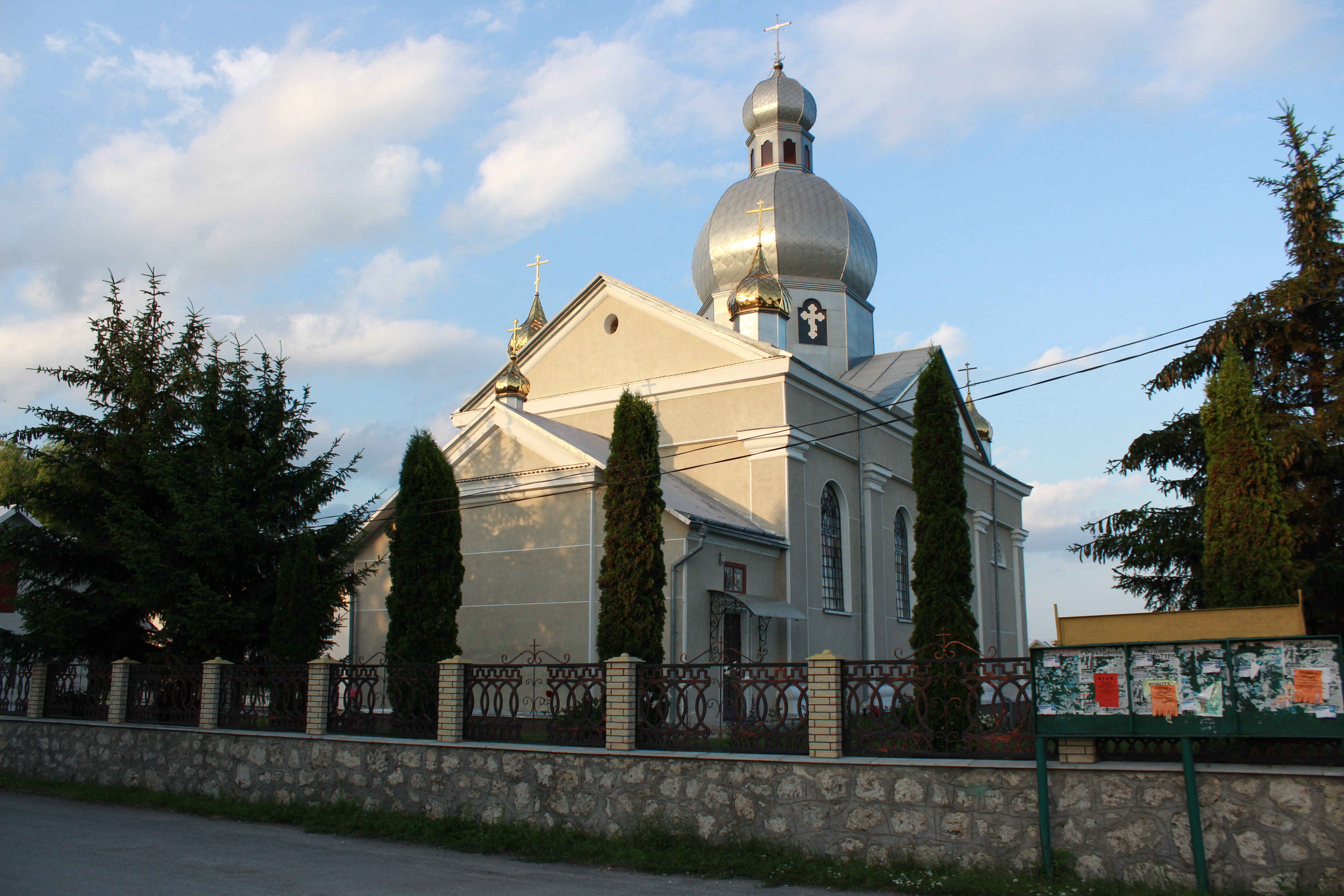
Orthodoxe Sankt-Michael-Kirche im Dorf

Das erstmals 1564 erwähnte Dorf gehört seit dem 9. August 2015 zur neugegründeten Siedlungsgemeinde Pidwolotschysk (Підволочиська селищна громада Pidwolotschyska selyschtschna hromada) im Osten des Rajon Pidwolotschysk.
Am 17. Juli 2020 wurde der Ort Teil des Rajons Ternopil.
Die Ortschaft liegt auf einer Höhe von 301 m am Ufer des Samez (Самець), einem 24 km langen, rechten Nebenfluss des Sbrutsch, 10 km westlich vom Gemeinde- und ehemaligen Rajonzentrum Pidwolotschysk und 32 km östlich vom Oblastzentrum Ternopil.
In Kamjanky trifft die Territorialstraße T–20–19 auf die Fernstraße M 12/E 50. Im Norden des Dorfes befindet sich die Bahnstation Bohdaniwka-Kamjanka (Богданівка-Кам'янка) an der Bahnstrecke Krasne–Odessa zwischen Chmelnyzkyj und Ternopil.